# Малий Ленцьк (Вармінсько-Мазурське воєводство)
Малий Ленцьк (пол. Mały Łęck, нім. Klein Lensk) — село в Польщі, у гміні Плосьниця Дзялдовського повіту Вармінсько-Мазурського воєводства.
Населення — 304 особи (2011).
У 1975-1998 роках село належало до Цехановського воєводства.

## Демографія
Демографічна структура станом на 31 березня 2011 року:
|          | Загалом | Допрацездатний вік | Працездатний вік | Постпрацездатний вік |
| -------- | ------- | ------------------ | ---------------- | -------------------- |
| Чоловіки | 148     | 37                 | 102              | 9                    |
| Жінки    | 156     | 48                 | 76               | 32                   |
| Разом    | 304     | 85                 | 178              | 41                   |